# التطليق لحبس الزوج في القانون المصري
التطليق لحبس الزوج في القانون المصري تطلبه الزوجة المصرية المسلمة من القضاء إذا صدر ضد زوجها حكماً نهائياً بعقوبة مقيدة للحرية لا تقل مدتها عن 3 سنوات، بما يشمل السجن المشدد والمؤبد، وذلك بعد مرور سنة على حبسه، وليس عليها إثبات الضرر الذي يكون مفترضاً في تلك الحالة. والتطليق في هذه الحالة يكون بائناً بينونة صغرى.

## أساسه الفقهي
ذهب الحنفية والشافعية إلى عدم التفريق بين الزوج المحبوس وزوجته مهما كانت مدة الحبس، بينما ذهب المالكية والحنابلة إلى وقوع التطليق بسبب غيبة الزوج دون الإشارة إلى حالة حبس الزوج، والذي صرّح بالتطليق لحبس الزوج هو ابن تيمية وهو من الحنابلة.

## أساسه القانوني
تنظّم المادة 14 من القانون رقم 25 لسنة 1929، أحكام التطليق لحبس الزوج؛ حيث تنص على أنه: «لزوجة المحبوس المحكوم عليه نهائياً بعقوبة مقيدة للحرية، مدة 3 سنين فأكثر، أن تطلب من القاضي، بعد مضي سنة من حبسه، التطليق عليه بائناً للضرر، ولو كان له مال تستطيع الإنفاق منه».
ويُستفاد من ذلك أنه يشترط؛ لكي تطلب الزوجة التطليق لحبس الزوج، ما يلي:
1. أن تكون مدة حبس الزوج 3 سنوات فأكثر، وإلا فلا يجوز لها طلب التطليق.[4][5]
2. أن يكون الحكم بالحبس نهائياً لا يقبل الطعن عليه بالطرق العادية.[4][5]
3. يجب أن يكون الزوج قد أمضى سنة من حبسه؛ فلا يجوز طلب التطليق بمجرد صدور حكم نهائي بالحبس.[4][5]